# 1957 في البرازيل
فيما يلي قوائم الأحداث التي وقعت خلال عام 1957 في البرازيل.

## ظهور
- 1 يناير – بوسا نوفا

## مواليد

### يناير
- 11 يناير – خوسيه رينالدو دي ليما لاعب كرة قدم برازيلي.

### فبراير
- 9 فبراير – روي راموس لاعبو كرة قدم يابانيون.
- 21 فبراير – كارلوس ريناتو فريديريكو لاعب كرة قدم برازيلي.

### مارس
- 8 مارس – زي سيرجيو لاعب كرة قدم برازيلي.

### مايو
- 21 مايو – آنا ماريا رانغل سياسية برازيلية.
- 25 مايو – إدير دي اسيس لاعب كرة قدم برازيلي.

### يونيو
- 7 يونيو – باولو فيتور لاعب كرة قدم برازيلي.

### أغسطس
- 1 أغسطس – ميلتون كروز لاعب كرة قدم برازيلي.

### أكتوبر
- 3 أكتوبر – روبرتو أزيفيدو
- 22 أكتوبر – بيدرو لويس فيسنسوتي لاعب كرة قدم برازيلي.

## وفيات

### يناير
- 26 يناير – جوسيه لينهاريس (مواليد 1886)

### أغسطس
- 4 أغسطس – واشنطن لويس بيريرا دي سوزا (مواليد 1869)